# 巴莱县
巴莱县是柬埔寨磅同省下辖的一个县。该县位于柬埔寨的中部。
根据1998年的人口普查，该县人口为159,586。
越南阮朝史料将这里称为巴來、巴淶。